# Xã Jennings, Quận Van Wert, Ohio
Xã Jennings (tiếng Anh: Jennings Township) là một xã thuộc quận Van Wert, tiểu bang Ohio, Hoa Kỳ. Năm 2010, dân số của xã này là 668 người.